# 8175 Боєргааве
8175 Боєргааве (8175 Boerhaave) — астероїд головного поясу, відкритий 2 листопада 1991 року.
Тіссеранів параметр щодо Юпітера — 3,221.